# 喜鬥草䲁
喜鬥草䲁（學名：Clinus arborescens），為輻鰭魚綱䲁形目胎䲁科草䲁屬的一個種，分布於西南印度洋南非海域，本魚身體略扁，吻部呈楔形，每隻眼睛上方都有一根觸手，前三根背棘隆起形成脊，第三和第四背棘之間的膜上有一個凹口，背棘頂端有成簇的細小觸毛，體色有棕色、紅色和綠色三種，有2-4個彌散的鞍狀斑紋，一條亮色條紋從眼睛向外輻射，經過胸鰭，延伸至尾柄，在鰓蓋邊緣，在亮色條紋的正上方有一個眼狀斑點，背鰭硬棘36-40枚、背鰭軟條4-7枚、臀鰭硬棘2枚、臀鰭軟條25-28枚，體長可達22公分，棲息在潮間帶潮池，雌魚產附著性卵，雄魚會守護卵，幼魚為浮游性，生活習性不明。